# Jan Van Winckel
Pour les articles homonymes, voir Van Winckel.
Jan Van Winckel, né le 26 mars 1974, est un entraineur belge, directeur technique de la Fédération d'Arabie saoudite de football et directeur de la Belgian Professional Football Coaches (entraîneurs de football professionnels belges).

## Biographie

### Ses débuts
De 1994 à 2000, il travaille au Oud-Heverlee Leuven en tant que  assistant de Leon Nollet, du Professeur Werner Helsen et plus tard de Donato Lallo. Pendant cette période, il est également entraîneur de deux équipes universitaires à savoir le Connecticut University Soccer aux États-Unis entre 1994 et 1996 et entre 1996 et 2002 de l'Université Catholique de Louvain, où il est toujours actif en tant que scientifique au Département de "Biomedical kinesiology" du Professeur Werner Helsen.
De 2000 à 2003, il est secrétaire général de la fédération belge de football en salle ainsi que entraîneur adjoint du FC Malines où il a travaillé avec Fi Vanhoof, Barry Hulshoff et Stéphane Demol. Van Winckel est marié a une joueuse professionnelle de volley-ball, Ester Lowette.

### Départ pour le Golfe Persique
Ensuite, il signe à Al Hilal Riyad, le plus grand club en Arabie Saoudite, en tant que assistant du coach Aad de Mos. Pendant cette période, Al-Hilal a remporté le championnat (Coupe-du-Prince Faysal) et la coupe d’Arabie Saoudite (Crown Prince Cup). Après deux saisons, Jan Van Winckel et Aad de Mos quittent Al Hilal Riyad pour l'équipe nationale des Émirats arabes unis.

### Retour en Belgique
En 2005, il devient pendant plusieurs mois entraîneur adjoint dans son ancien club du FC Malines. En 2006, Jan Van Winckel a publié le livre "Voetbalconditie" qui explique aux entraîneurs de football les principes d'un calendrier de la saison d'une manière scientifique. De 2007 à 2010, il écrit plusieurs ouvrages sous le titre "Football Special" concernant des sujets d'actualité tels que la périodisation et la post- formation. Jan Van Winckel a ensuite passé cinq saisons au FC Bruges comme entraineur. Ainsi, il remporte la Coupe de Belgique en 2007. En 2011, Jan Van Winckel ne renouvele pas son contrat et signe un contrat à Beerschot AC.
À Beerschot AC, il travaille, en tant qu'assistant, pour la deuxième fois avec Jacky Mathijssen. Durant la saison 2011-12 le Beerschot AC n’a pas perdu à domicile. À la fin de la saison, Van Winckel résilie son contrat en solidarité avec Jacky Mathijssen, qui a été remercié quelques semaines plus tôt.

### Retour en Arabie Saoudite
En 2012, Van Winckel signe un contrat avec Al-Ahli Djeddah ou il reste jusqu'à 2014. Il est alors coordinateur sportif. Pendant cette période, Al-Ahli SC joue la finale de la Ligue des champions de l'AFC.

### Professeur
Van Winckel enseigne aussi pour l'Association belge de football (URBSFA) et l'UEFA, travaille comme directeur de TopSportsLab et directeur de la Belgian Professional Football Coaches (entraîneurs de football professionnels belges). TopSportsLab travaille en collaboration avec l'Équipe de Belgique de hockey sur gazon, l'Union royale belge des sociétés de football association et plusieurs clubs de football belges et néerlandais tels que le FC Twente et l'AZ Alkmaar.
En 2014, Van Winckel écrit un nouvel ouvrage, Fitness in Soccer, The science and Practical Application, avec David Tenney de Seattle Sounders FC, Kenny McMillan du Celtic Glasgow, Werner Helsen, Paul Bradley de Sunderland AFC et le docteur Jean-Pierre Meert.

### Signature à l'Olympique de Marseille
En juin 2014, il rejoint l'Olympique de Marseille et devient entraîneur adjoint de Marcelo Bielsa au sein du club de la cité phocéenne. Il annonce, le 6 août 2015 qu'il quitte le club.

## Carrière

### En tant que joueur
- 1994-1995 Champion de Belgique de football universitaire
- 2001-2002 7e meilleur joueur de Belgique (Association belge de football en salle)
- 2001-2002 5e meilleur buteur de Belgique (Association belge de football en salle)
- 2001-2002 Finaliste coupe de Belgique (Association belge de football en salle)

### En tant qu'entraineur
- 1994-2000 : OH Louvain
- 2000-2002 : FC Malines
- 2002-2005 : Al Hilal Riyad
- 2005-2006 : Équipe des Émirats arabes unis
- 2006-2011 : FC Bruges [4]
- 2011-2012 : Beerschot AC
- 2012-2014 : Al-Ahli Djeddah  Arabie saoudite
- 2014-2015 : Olympique de Marseille  France[2],[5]

## Palmarès
- 1996-1997 Champion de Belgique de football universitaire
- 2000-2002 : FC Malines   : Vainqueur du Championnat de Belgique
- 2002-2005 : Al Hilal Riyad   : Vainqueur de la Coupe d'Arabie saoudite de football et la Coupe de la Fédération d'Arabie saoudite de football
- 2005-2006 : Équipe des Émirats arabes unis   : Qualifié pour la Coupe d'Asie des nations de football et la Coupe du Golfe des nations de football et Vainqueur de la Coupe Kirin
- 2006-2011 : FC Bruges  : Vainqueur de la Coupe de Belgique de football

## Publication
- Voetbalconditie : een praktische en wetenschappelijke benadering avec Helsen W et Meert JP, Acco, Leuven 2012, (ISBN 9789033461170)